# Mono Lake Tufa State Reserve

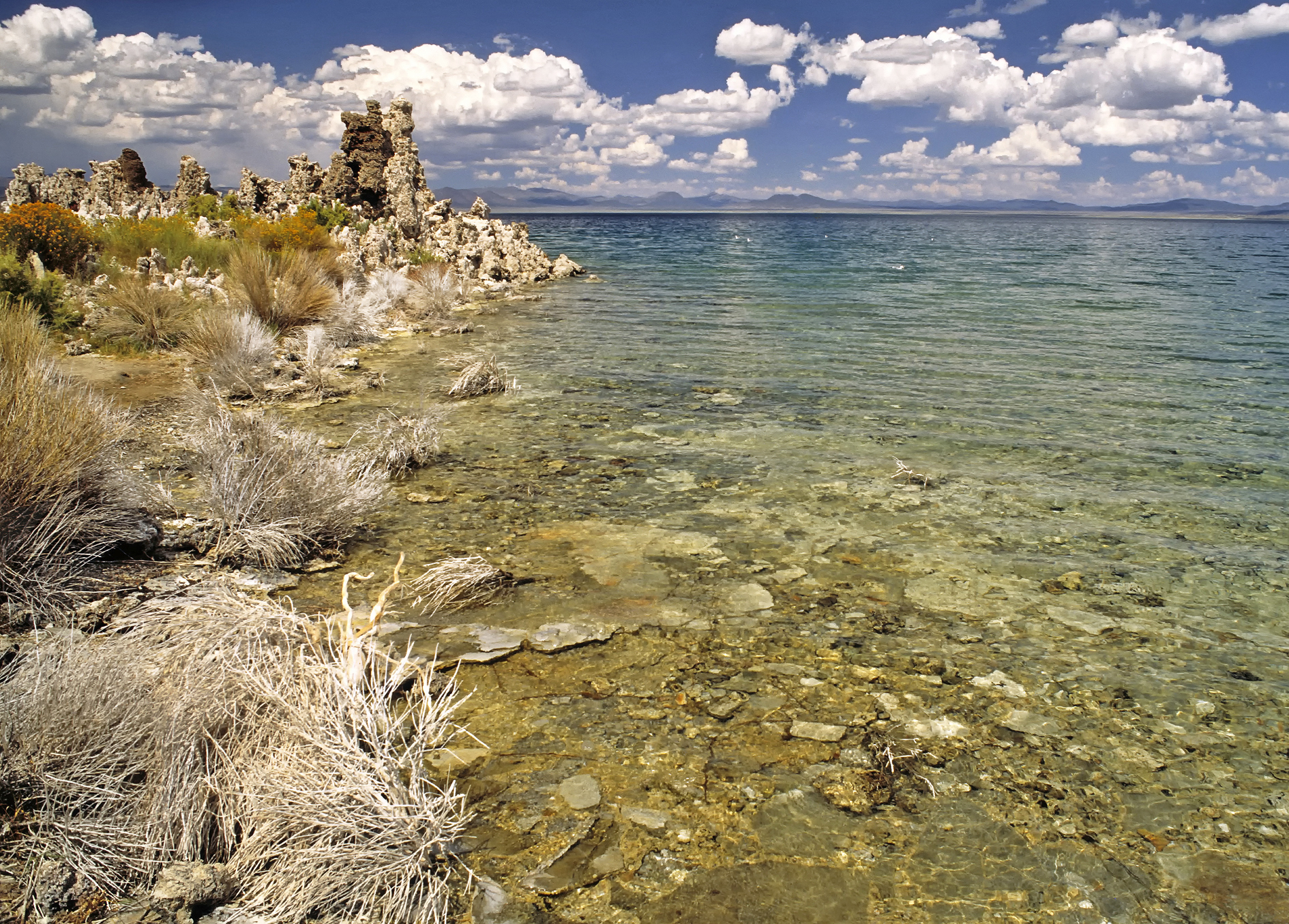
Mono Lake Tufa State Reserve

De Mono Lake Tufa State Reserve is een natuurreservaat, nabij Yosemite National Park, gelegen in Mono County, Californië. Het werd opgericht in 1981 door de Californische overheid om de van nature voorkomende kalktufsteenformaties bij Mono Lake in stand te houden.